# 20. Feld-Division
20. Feld-Division foi uma divisão de campo da Luftwaffe que prestou serviço durante a Segunda Guerra Mundial, combatendo com a Heer.

## Comandantes
- Wolfgang Erdmann, 1 de Abril de 1943 - 5 de Abril de 1943[2]
- Hermann Aue, 5 de Abril de 1943 - Agosto de 1943[2]
- Robert Fuchs, Agosto de 1943 - 1 de Setembro de 1943[2]
- Erich Fronhöfer, 1 de Setembro de 1943 - 1 de Novembro de 1943[2]